# Herbishofen

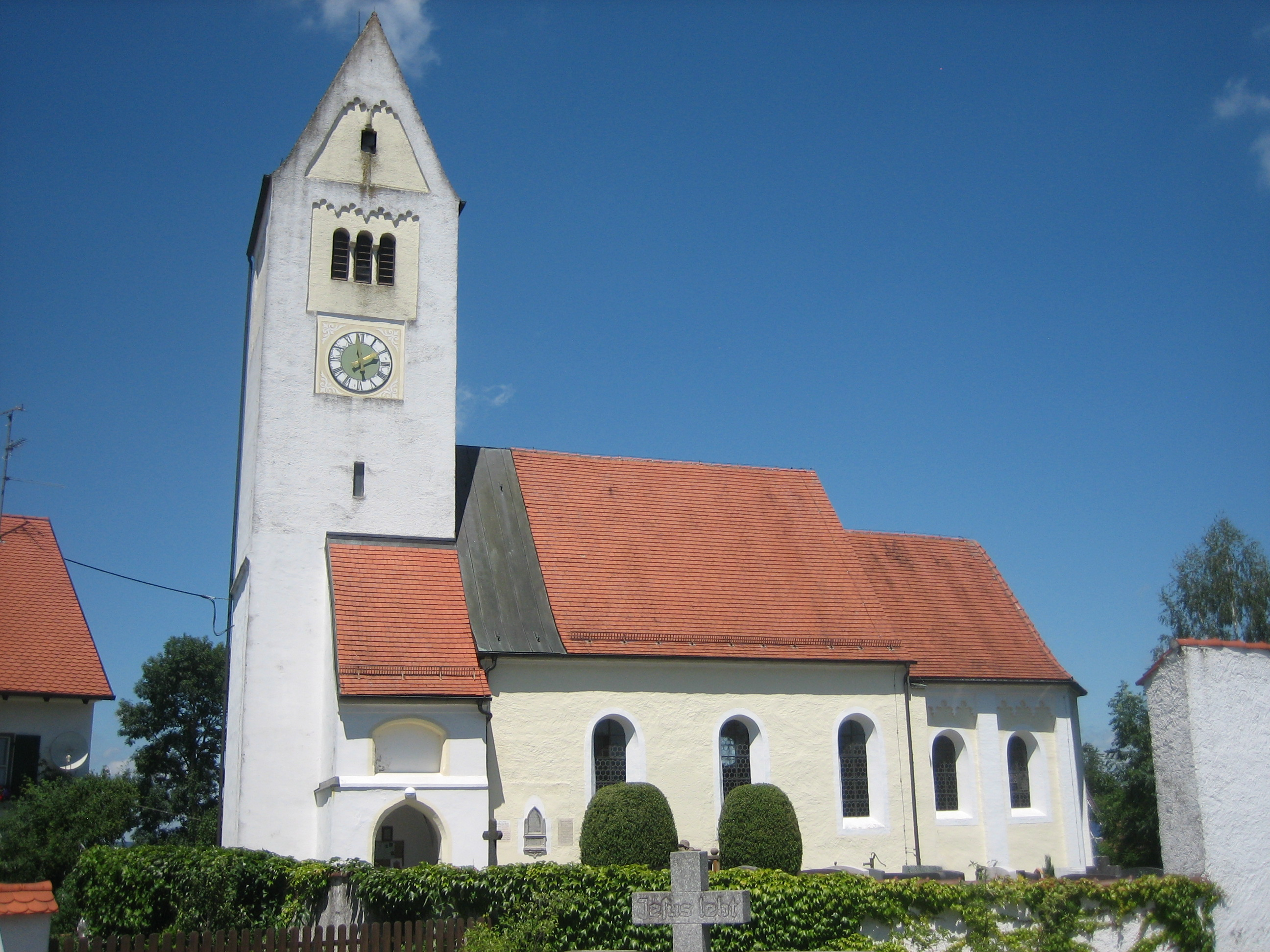
Evangelisch-reformierte Pfarrkirche

Herbishofen ist ein Ortsteil der Gemeinde Lachen im Landkreis Unterallgäu in Bayern.

## Geographie
Das Pfarrdorf Herbishofen liegt in Oberschwaben in der Donau-Iller-Region, etwa 1,5 Kilometer nordwestlich von Lachen, auf einer Höhe von 636 m ü. NN. In Nord-Süd-Richtung verläuft die Kreisstraße MN 18 durch den Ort und verbindet ihn mit Wolfertschwenden im Süden und Benningen im Norden.

## Geschichte
Im 16. Jahrhundert hatten die Herren von Pappenheim die Herrschaft über Herbishofen. Dadurch wurde im Jahre 1559 durch Philipp von Pappenheim die Reformation nach Zwingli eingeführt. Bis heute besteht in Herbishofen (zusammen mit der Gemeinde Theinselberg) und der Schwestergemeinde in Bad Grönenbach eine der ältesten evangelisch-reformierten Gemeinden Deutschlands.
Herbishofen wurde bereits 1818 bei der kommunalen Ordnung des Königreichs Bayern (Zweites Gemeindeedikt) ein Bestandteil der Gemeinde Lachen. Bei der Volkszählung 1875 hatte es 191 Einwohner.

## Baudenkmäler
In die amtliche Denkmalliste sind fünf Objekte des Dorfes eingetragen:
- Evangelisch-reformierte Pfarrkirche, im Wesentlichen ein Bau aus der zweiten des Hälfte 15. Jahrhunderts
- Ehemaliges Pappenheimisches Amtshaus, jetzt Pfarrhof, zweigeschossig, teilweise Fachwerk, 1551, 1744 und 1810 erneuert
- Gasthaus, zweigeschossiger Satteldachbau mit dreigeschossigem geschweiftem Giebel, Anfang 19. Jahrhundert
- Ehemaliges Bauernhaus, zweigeschossiger Mittertennbau mit Satteldach und Fachwerk am Wirtschaftsteil, bezeichnet 1770, Bechlinweg 9
- Stadel, Albishofener Straße 8, bezeichnet 1715, 1797 und 1895 erneuert.

Siehe auch: Liste der Baudenkmäler in Herbishofen